# Milin (Mietków)
Milin (deutsch Fürstenau) ist ein Ort in der Landgemeinde Mietków im Powiat Wrocławski der Woiwodschaft Niederschlesien in Polen.

## Geographie
Milin liegt etwa zwanzig Kilometer südwestlich von Breslau. Nachbarorte sind Stróża (Striese) im Norden, Kilianów (Landau) und Kąty Wrocławskie im Nordosten, Zachowice (Sachwitz; 1937–45: Martinsgrund) und Gniechowice (Gnichwitz) im Osten, Olbrachtowice (Albrechtsdorf) und Rogów Sobócki (Rogau-Rosenau) im Südwesten, Sobótka im Süden, Proszkowice (Protschkenhain) im Südwesten und Mietków sowie Borzygniew (Borganie, 1937–1945: Bergen) im Westen. Südlich der beiden zuletzt genannten Ortschaften erstreckt sich das Erholungsgebiet „Jezioro Mietkowskie“.

## Geschichte
Fürstenau wurde vor 1254 vom Breslauer Herzog Heinrich III. als Stadt angelegt und zunächst als „civitas Strose“ bezeichnet. 1291 fiel es an den Schweidnitzer Herzog Bolko I., der um 1297/98 die Stadtrechte von Fürstenau auf Kanth übertrug. Jedenfalls wird Fürstenau 1297 noch als „civitas Fürstenow“, ein Jahr später schon als „civitas antiqua“ bezeichnet.
Nach dem Ersten Schlesischen Krieg 1742 fiel Fürstenau wie fast ganz Schlesien an Preußen. Nach der Neuorganisation der Provinz Schlesien gehört Fürstenau ab 1816 zum Landkreis Neumarkt. 1874 wurde die Landgemeinde Fürstentau dem Amtsbezirk Fürstenau zugewiesen, der 1932 in den Landkreis Breslau eingegliedert wurde. 1939 wurden in Fürstenau 854 Einwohner gezählt.
Als Folge des Zweiten Weltkriegs fiel Fürstenau 1945 an Polen und wurde zunächst in Książenice und 1946 Milin umbenannt. Die deutsche Bevölkerung wurde – soweit sie nicht vorher geflohen war – vertrieben. Die neu angesiedelten Bewohner waren teilweise Zwangsumgesiedelte aus Ostpolen, das an die Sowjetunion gefallen war. 1975–1998 gehörte Milin zur Woiwodschaft Breslau.

## Sehenswürdigkeiten

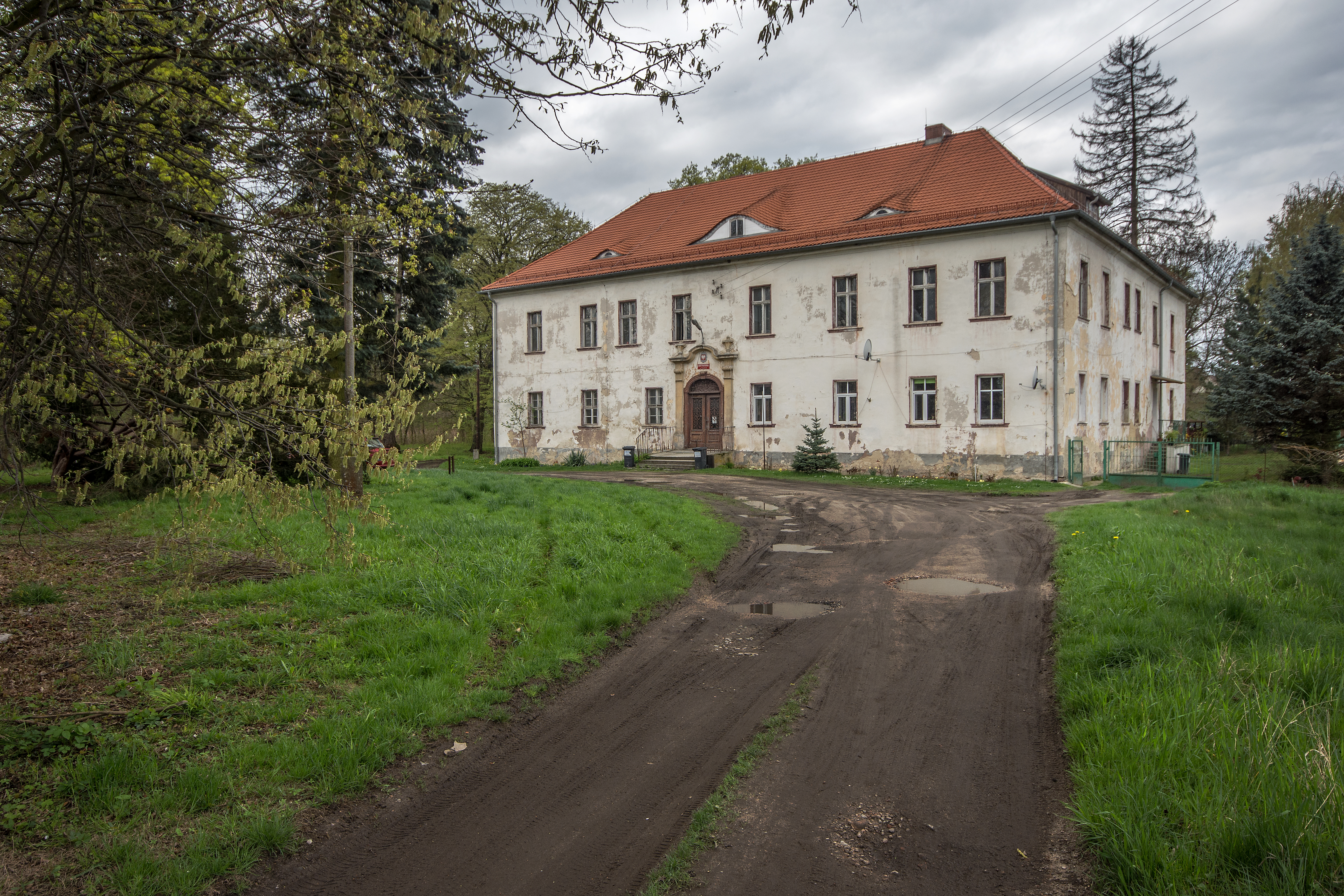
Schloss Fürstenau

- Die römisch-katholische Filialkirche St. Michael (Kościół Św. Michała Archanioła) entstand vermutlich in der ersten Hälfte des 14. Jahrhunderts. Nach Zerstörungen im Dreißigjährigen Krieg und Brandschäden 1824 wurde sie jeweils erneuert bzw. wiedererrichtet. 1677–1679 wurde sie um die Sakristei und die Hl.-Kreuz-Kapelle erweitert. Der quadratische Turm mit Zwiebelhaube stammt aus dem Jahr 1824. 1882–1886 erhielt die Kirche eine einheitliche neugotische Ausstattung. Sie stammt aus dem „Atelier für Christliche Kunst“ des Münchner Architekten Joseph Elsner und aus der Werkstatt des Frankensteiner Dekorateurs Karl Krachwitz.
- Das Schloss Fürstenau wurde Mitte des 18. Jahrhunderts anstelle eines Gutshauses aus dem ersten Viertel des 17. Jahrhunderts als Dreiflügelanlage errichtet und mehrmals umgebaut.[4] Nach dem Zweiten Weltkrieg diente es zeitweise als Schule.
- Das Denkmal für den böhmischen Landesheiligen Johannes Nepomuk neben der Kirche stammt aus dem Jahr 1733. Es zeigt auf der einen Seite das Martyrium des Johannes Nepomuk und auf der anderen Seite die Beichte der böhmischen Königin Sophie von Bayern.

## Persönlichkeiten
- Franz Xaver Gebel (1787–1843), deutscher Komponist, Pianist und Dirigent